# Schinznach-Bad
Schinznach-Bad (toponimo tedesco; fino al 1937 Birrenlauf) è una frazione di 1 298 abitanti del comune svizzero di Brugg, nel Canton Argovia (distretto di Brugg).

## Storia

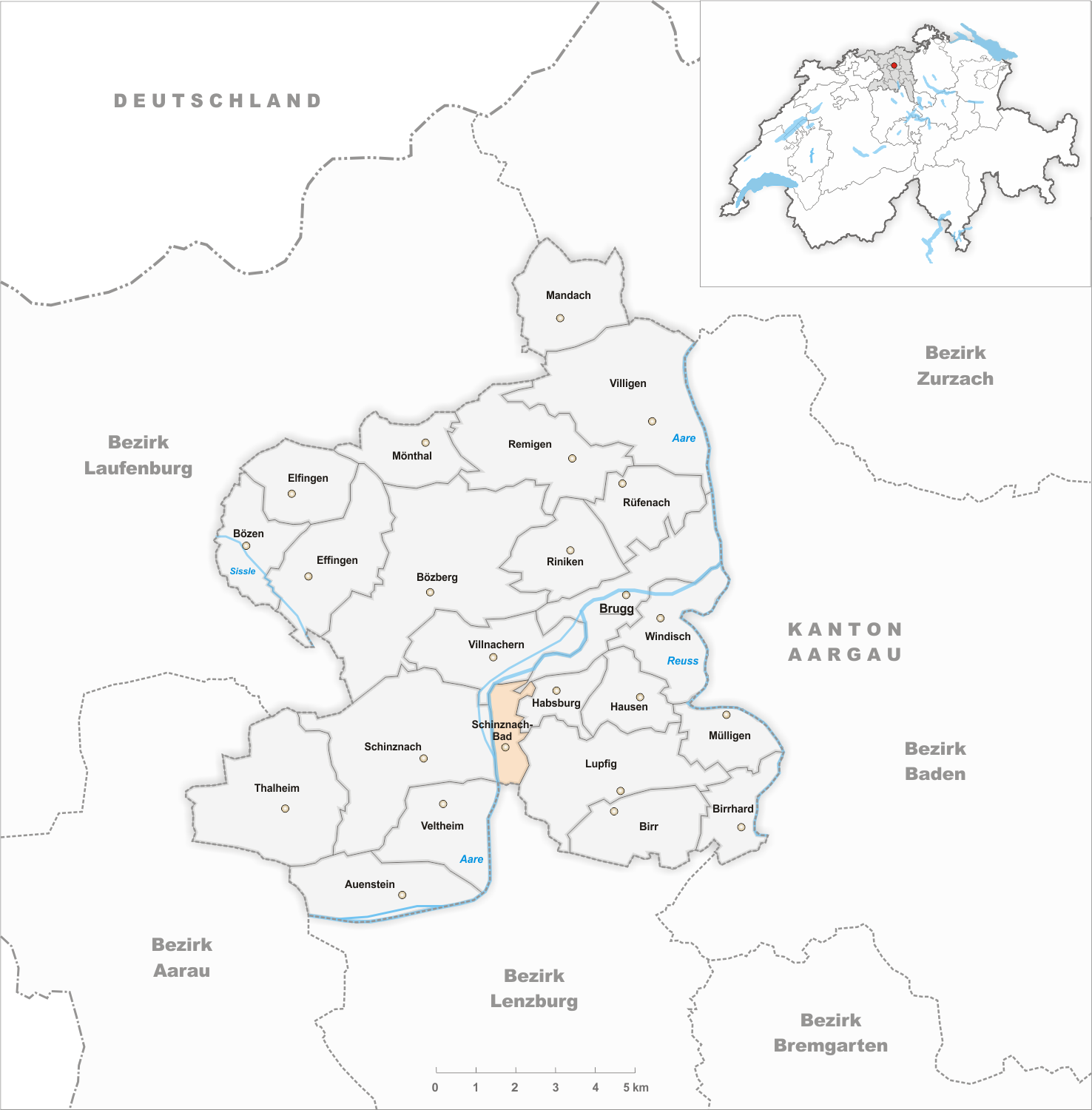
Il territorio del comune di Schinznach-Bad prima degli accorpamenti comunali del 2020

Già comune autonomo che si estendeva per 1,90 km² e che comprendeva anche la frazione di Bad Schinznach, nel 2020 è stato aggregato al comune di Brugg.

## Monumenti e luoghi d'interesse

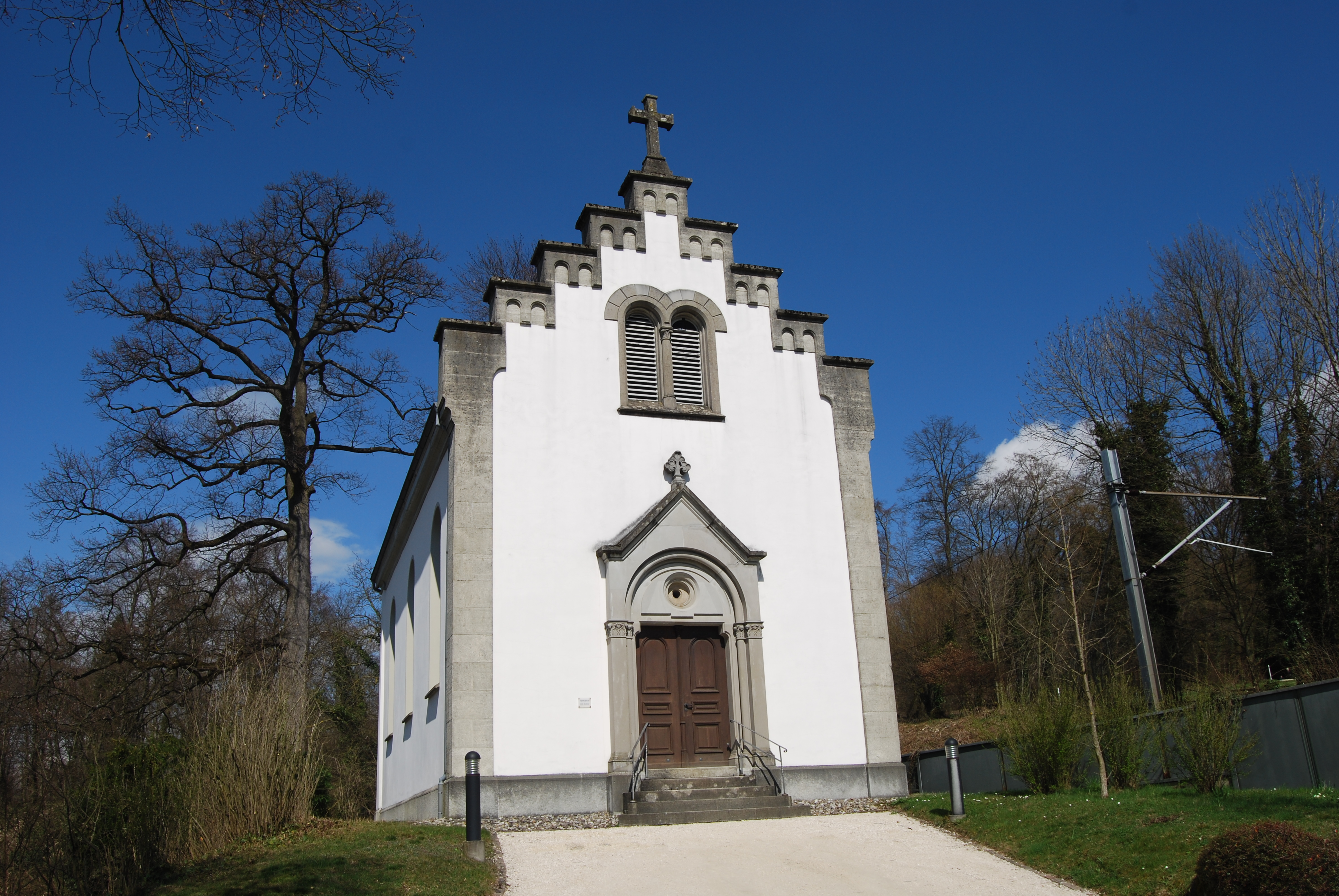
La cappella delle terme

- Cappella delle terme, eretta nel 1881[1].

## Società

### Evoluzione demografica
L'evoluzione demografica è riportata nella seguente tabella:
Abitanti censiti

## Economia

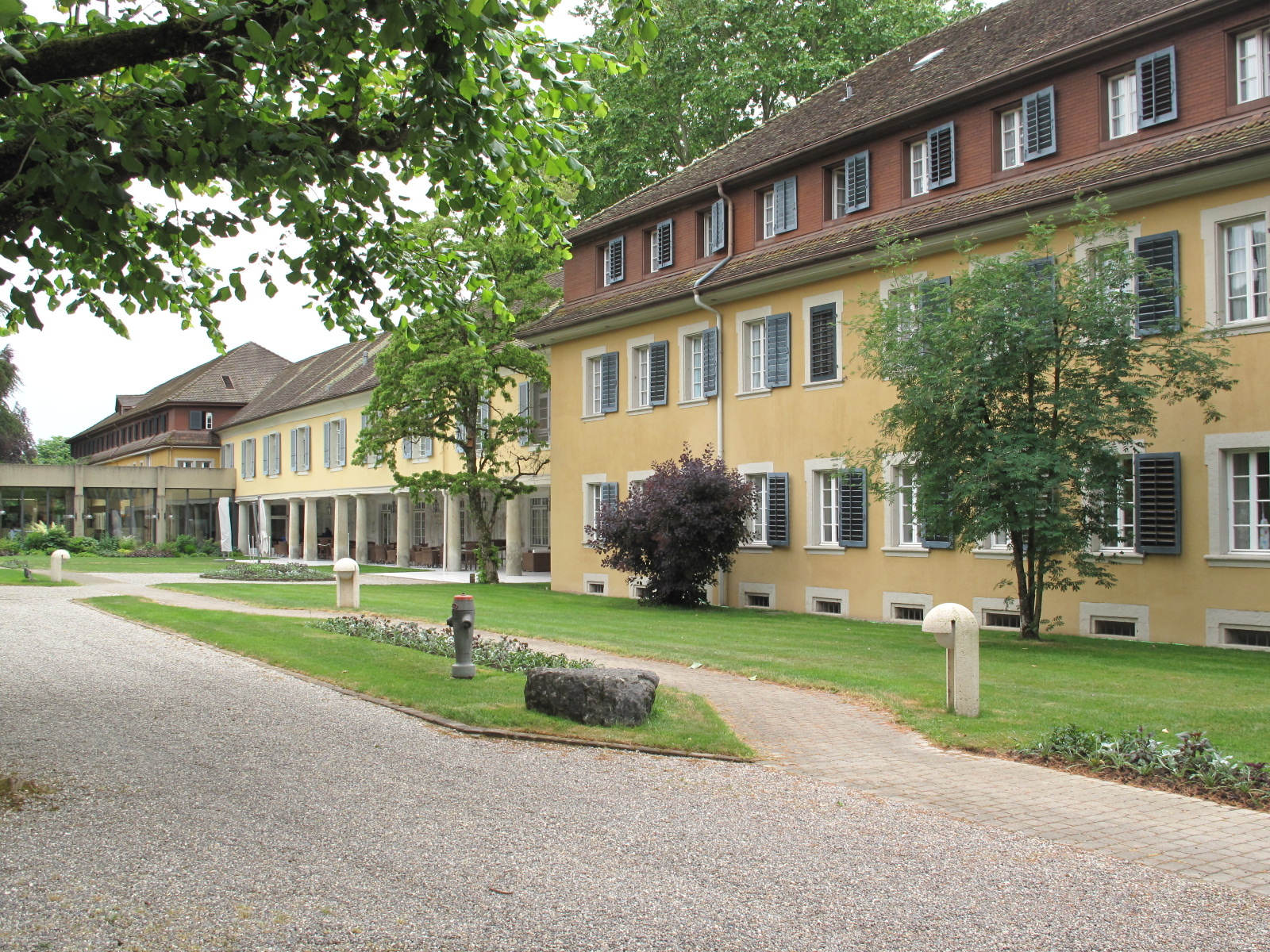
Gli stabilimenti termali di Bad Schinznach

Schinznach-Bad è una stazione termale attiva dal 1691.

## Infrastrutture e trasporti
Schinznach-Bad è servito dall'omonima stazione sulla ferrovia Zurigo-Olten.

## Amministrazione
Ogni famiglia originaria del luogo fa parte del cosiddetto comune patriziale e ha la responsabilità della manutenzione di ogni bene ricadente all'interno dei confini del comune.